# Épico (rock progressivo)
No rock progressivo, épico é uma composição longa, normalmente acima de 20 minutos, em alguns casos chegando até a uma hora, que compõem a forma mais pura e distinta do gênero. A maioria dos épicos varia entre 15 e 25 minutos.
Normalmente os épicos são divididos em partes distintas em tempo, escala, instrumentos e sonoridade, porém coesas em estilo. Um exemplo é a clássica Close To The Edge (1972), da banda inglesa Yes, que é dividida em 4 partes, cada uma composta por membros diferentes da banda. O modo como a música é conduzida e como suas partes são balanceadas tornaram-se uma referência no gênero. Algumas vezes, determinadas partes de um épico são lançadas separadamente como um single, como foram Gates of Delirium do Yes (de onde se tirou o single Soon), ou Supper's ready do Genesis (de onde se tirou o single Willow Farm).
Um épico é a recorrência mais clara do rock progressivo à música clássica, de onde ele teve suas origens. Mesmo assim, os épicos atuais seguem as tendências e estilos de cada banda. Green Carnation, por exemplo, no seu épico Light of Day, Day of Darkness, toca uma hora de metal. Rush, no épico 2112 (20:37), utiliza-se bastante de seu estilo próprio, também pesado.
Os épicos às vezes são divididos em duas ou mais faixas de um CD, como faz Pendragon (Queen of hearts, Not of this world), mas são assim consideradas porque trata-se de uma única composição. Jethro Tull, por exemplo, criou dois épicos com mais de 40 minutos cada utilizando os dois lados do LP, que não suportava muito mais que 20 minutos por lado. Nessa época, a maioria dos épicos ocupava um lado inteiro do disco.

## Álbuns conceptuais
Outra forma pura de rock progressivo são os álbuns conceptuais. Eles são quase o oposto de um épico: em vez de uma música longa, o álbum é composto por diversas músicas, normalmente menores, porém com o mesmo tema. Freqüentemente, essas músicas são conectadas, formando uma única composição, como o álbum de Marillion em 1985, Misplaced childhood. Não é totalmente aceito que músicas como essa sejam consideras épicos.

## Épicos por década
Aqui são listados alguns exemplos de épicos no rock progressivo ou metal progressivo, por década de lançamento.

### Década de 60
| Ano  | Artista                     | Álbum                                     | Música | Duração |
| ---- | --------------------------- | ----------------------------------------- | --- | ------- |
| 1967 | Pink Floyd                  | Tonite let's all make love in London (EP) | Interestellar overdrive | 16:46   |
| 1968 | Iron Butterfly              | In-A-Gadda-Da-Vida                        | In-A-Gadda-Da-Vida | 17:05   |
| 1968 | Procol Harum                | Shine on brightly                         | In held 'twas in I 1. Glimpses of Nirvana 2. 'Twas tea time at the circus 3. The Autumn of my madness 4. Look to your soul 5. Grand finale | 17:39   |
| 1968 | The Jimi Hendrix Experience | Electric Ladyland                         | 1983… (A Merman I Should Turn to Be) | 13:39   |
| 1969 | Golden Earring              | Eight Miles High                          | Eight Miles High | 19:00   |

### Década de 70
| Ano  | Artista                  | Álbum                          | Música | Duração |
| ---- | ------------------------ | ------------------------------ | --- | ------- |
| 1970 | Pink Floyd               | Atom Heart Mother              | Atom Heart Mother 1. Father's shout 2. Breat milky 3. Mother fore 4. Funky dung 5. Mind your throats please 6. Remergence | 23:45   |
| 1970 | King Crimson             | Lizard                         | Lizard 1. Prince Rupert awakes 2. Bolero: The peacock's tale 3. The battle of the glass tears | 23:15   |
| 1971 | Caravan                  | In The Land Of Grey And Pink   | Nine Feet Underground 1. Nigel Blows a Tune 2. Love's a Friend 3. Make It 76 4. Dance of the Seven Paper Hankies 5. Hold Grandad by the Nose 6. Honest I Did! 7. Disassociation 8. 100% Proof"                                                                                                  | 22:43   |
| 1971 | Focus                    | Moving Waves                   | Eruption 1. Orfeus 2. Answer 3. Orfeus 4. Answer 5. Pupilla 6. Tommy 7. Pupilla 8. Answer 9. The Bridge 10. Break 11. Euridice 12. Dayglow 13. Endless Road 14. Answer 15. Orfeus 16. Euridice                                                                                                  | 23:04   |
| 1971 | Pink Floyd               | Meddle                         | Echoes | 23:28   |
| 1971 | Van der Graaf Generator  | Pawn Hearts                    | A plague of lighthouse keepers 1. Eyewitness 2. Pictures/Lighthouse 3. Eyewitness 4. S.H.M. 5. Presence of the night 6. Kosmos tours 7. (Custard's) Last stand 8. The clot thickens 9. Land's end 10. We go now                                                                                 | 23:04   |
| 1971 | Emerson, Lake & Palmer   | Tarkus                         | Tarkus 1. Eruption 2. Stones Of Years 3. Iconoclast 4. Mass 5. Manticore 6. Battlefield 7. Aquatarkus | 20:41   |
| 1972 | Jethro Tull              | Thick as a brick               | Thick as a brick | 43:36   |
| 1972 | Focus                    | Focus III                      | Answers? Questions! Questions? Answers! | 19:54   |
| 1972 | Focus                    | Focus III                      | Anonymus II 1. Anonymus II (Part 1) 2. Anonymus II (Conclusion) | 26:21   |
| 1972 | Genesis                  | Foxtrot                        | Supper's ready 1. Lover's leap 2. The guaranteed eternal sanctuary man 3. Ikhnaton and Itsacon and their band of merry men 4. How Dare I be so Beautiful 5. Willow farm 6. Apocalypse in 9/8 (featuring the delicious talents of Gabble Ratchet) 7. As sure as eggs is eggs (aching men's feet) | 22:54   |
| 1972 | Yes                      | Close to the edge              | Close to the edge 1. The solid time of change 2. Total mass retain 3. I get up, I get down 4. Seasons of man | 18:44   |
| 1972 | Banco del Mutuo Soccorso | Banco del Mutuo Soccorso       | Il giardino del mago 1. Passo dopo passo 2. Chi ride e chi geme 3. Coi capelli sciolti al vento 4. Compenetrazione | 18:26   |
| 1973 | Jethro Tull              | A Passion Play                 | A Passion Play | 44:58   |
| 1973 | Emerson, Lake & Palmer   | Brain Salad Surgery            | Karn Evil 9 1. First Impression, part 1 2. First Impression, part 2 3. Second Impression 4. Third Impression | 29:40   |
| 1973 | Yes                      | Tales From Topographic Oceans  | Ritual: Nous Sommes du Soleil | 21:33   |
| 1973 | Yes                      | Tales From Topographic Oceans  | The Revealing Science of God: Dance of the Dawn | 20:20   |
| 1973 | Yes                      | Tales From Topographic Oceans  | The Remembering: High the Memory | 20:36   |
| 1973 | Yes                      | Tales From Topographic Oceans  | "The Ancient": Giants Under the Sun | 18:37   |
| 1973 | Triumvirat               | Illusions on a double dimple   | Illusions on a double dimple 1. Flashback 2. Schooldays 3. Triangle 4. Illusions 5. Dimplicity 6. Last dance | 22:55   |
| 1973 | Triumvirat               | Illusions on a double dimple   | Mister ten percent 1. Maze 2. Dawning 3. Bad deal 4. Roundabout 5. Lucky girl 6. Million dollars | 21:12   |
| 1974 | Yes                      | Relayer                        | The Gates of Delirium | 21:54   |
| 1974 | Camel                    | Mirage                         | Lady Fantasy 1. Encounter 2. Smiles For You 3. Lady Fantasy | 12:45   |
| 1974 | Focus                    | Hamburguer Concerto            | Hamburger Concerto 1. Starter 2. Rare 3. Medium I 4. Medium II 5. Well Done 6. One for the Road | 20:19   |
| 1975 | Rush                     | Caress of Steel                | The fountain of Lamneth 1. In the valley 2. Dialects and narpets 3. No one at the bridge 4. Panacea 5. Bacchus plateau 6. The fountain | 19:59   |
| 1975 | Renaissance              | Scheherezade and other stories | Song of Scheherezade | 24:39   |
| 1976 | Rush                     | 2112                           | 2112 1. Overture 2. Temples of the Syrinx 3. Discovery 4. Presentation 5. Oracle: the dream 6. Soliloquy 7. The grand finale | 20:37   |
| 1977 | Pink Floyd               | Animals                        | Dogs | 17:08   |
| 1977 | Yes                      | Going for the one              | Awaken | 15:35   |
| 1978 | Emerson, Lake & Palmer   | Love beach                     | Memoirs of an officer and a gentleman 1. Prologue / The Education Of A Gentleman 2. Love At First Sight 3. Letters From The Front 4. Honourable Company (A March) | 20:16   |
| 1978 | Rush                     | Hemispheres                    | Cygnus X-1 Book II: Hemispheres 1. Prelude 2. Apollo (Bringer of Wisdom) 3. Dionysus (Bringer of Love) 4. Armageddon (The Battle of Heart and Mind) 5. Cygnus (Bringer of Balance) 6. The Sphere (A Kind of Dream)                                                                              | 18:08   |
| 1979 | Anyone's Daughter        | Adonis                         | Adonis 1. Come Away 2. The Disguise 3. Adonis 4. The Epitaph | 24:13   |

### Década de 80
| Ano  | Artista       | Álbum                           | Música | Duração |
| ---- | ------------- | ------------------------------- | --- | ------- |
| 1982 | Marillion     | Market Square Heroes (EP)       | Grendel 1. Heorot's Plea and Grendel's Awakening 2. Grendel's Journey 3. Lurker At The Threshold 4. Finale | 17:15   |
| 1983 | Genesis       | Genesis                         | 1. Home By The Sea 2. Second Home By The Sea                                                               | 11:14   |
| 1983 | IQ            | Tales From The Lush Attic       | The Last Human Gateway                                                                                     | 19:58   |
| 1983 | IQ            | Tales From The Lush Attic       | The Enemy Smacks                                                                                           | 15:56   |
| 1983 | Mercyful Fate | Melissa                         | "Satan's Fall"                                                                                             | 11:23   |
| 1984 | Iron Maiden   | Powerslave                      | "Rime of the Ancient Mariner"                                                                              | 13:35   |
| 1984 | Venom         | At War with Satan               | "At War with Satan"                                                                                        | 19:57   |
| 1986 | Genesis       | Invisible Touch                 | Domino 1. In The Glow Of The Night 2. The Last Domino                                                      | 10:45   |
| 1987 | Helloween     | Keeper of the Seven Keys Part 2 | Helloween                                                                                                  | 13:18   |
| 1988 | Helloween     | Keeper of the Seven Keys Part 2 | Keeper of the Seven Keys                                                                                   | 13:37   |
| 1988 | Talk Talk     | Spirit of Eden                  | The Rainbow 1. The Rainbow 2. Eden 3. Desire                                                               | 22:38   |

### Década de 90
| Ano  | Artista          | Álbum                             | Música | Duração |
| ---- | ---------------- | --------------------------------- | --- | ------- |
| 1991 | Pendragon        | The world                         | Queen of hearts 1. Queen of hearts 2. ...A man could die out here... 3. The last waltz | 21:53   |
| 1992 | Echolyn          | Suffocating the Bloom             | A suite for the everyman 1. Only Twelve 2. A Cautious Reponse 3. Bearing Down 4. Cash Flow Shuffle 5. Mr. Oxy Moron 6. Twelve's Enough 7. I Am the Tide 8. Cannoning in B Major 9. Picture Perfect 10. Those That Want to Buy 11. Suffocating the Bloom | 28:13   |
| 1992 | Änglagård        | Hybris                            | Gånglåt från Knapptibble | 19:36   |
| 1992 | Manowar          | The Triumph of Steel              | Achilles, Agony and Ecstasy in Eight Parts - Prelude - I. Hector Storms the Wall - II. The Death of Patroclus - III. Funeral March - IV. Armor of the Gods - V. Hector's Final Hour - VI. Death Hector's Reward - VII. The Desecration of Hector's Body - A. Part 1 - B. Part 2 - VIII. The Glory of Achilles"                                                                                       | 28:38   |
| 1993 | Pendragon        | The Window of Life                | The last man on Earth | 14:46   |
| 1993 | Disembowelment   | Transcendence into the Peripheral | A Burial at Ornans | 14:38   |
| 1994 | Galleon          | Heritage and Visions              | Permanent vacation | 16:26   |
| 1994 | Dream Theater    | Awake                             | A Mind Beside Itself 1. Erotomania 2. Voices 3. The Silent Man | 20:24   |
| 1995 | Dream Theater    | A Change of Seasons               | A Change of Seasons 1. The Crimson Sunrise 2. Innocence 3. Carpe Diem 4. The Darkest of Winters 5. Another World 6. The Inevitable Summer 7. The Crimson Sunset | 23:06   |
| 1995 | Spock's Beard    | The Light                         | The water 1. Introduction/The water 2. When it all goes to hell 3. A thief in the night 4. FU/I'm sorry 5. The water (revisited) 6. Runnin' the race 7. Reach for the sky | 23:05   |
| 1995 | Spock's Beard    | The Light                         | The light 1. The dream 2. One man 3. Garden people 4. Looking straight into the light 5. The man in the mountain 6. Señor Valasco's mystic voodoo love dance 7. The return of the horrible catfish man 8. The dream | 15:33   |
| 1996 | Yes              | Keys to Ascension                 | That, that is 1. Togetherness 2. Crossfire 3. The giving things 4. That is 5. All in all 6. How did heaven begin 7. Agree to agree | 19:15   |
| 1996 | Opeth            | Morningrise                       | Black Rose Immortal | 20:14   |
| 1997 | The Flower Kings | Stardust We Are                   | Stardust We Are | 25:03   |
| 1997 | Symphony X       | The Divine Wings of Tragedy       | The Divine Wings of Tragedy | 20:41   |
| 1997 | Enslaved         | Eld                               | 793 (Slaget om Lindisfarne) | 16:10   |
| 1997 | IQ               | Subterranea                       | The narrow margin | 20:00   |
| 1998 | The Flower Kings | Flower Power                      | Garden of Dreams 1. Dawn 2. Simple Song 3. Business Vamp 4. All you Can Save 5. Attack Of The Monster Briefcase 6. Mr Hope Goes To Wall Street 7. Did I Tell You 8. Garden Of Dreams 9. Don't Let The d'Evil In 10. Love is the Word 11. There's No Such Night 12. The Mean Machine 13. Dungeon Of The Deep 14. Indian Summer 15. Sunny Lane 16. Gardens Revisited 17. Shadowland 18. The Final Deal | 59:24   |
| 1998 | Yes              | Keys to Ascension II              | Mind drive | 18:38   |
| 1998 | Galleon          | Mind over matter                  | The wanderer | 21:14   |
| 1998 | Mercyful Fate    | Dead Again                        | Dead Again | 13:41   |
| 1999 | Neal Morse       | Neal Morse                        | A whole nother trip 1. Bomb that can't explode 2. Mr. upside down 3. The man who would be king 4. It's alright | 23:58   |

### Década de 2000
| Ano  | Artista          | Álbum                                | Música | Duração |
| ---- | ---------------- | ------------------------------------ | --- | ------- |
| 2000 | Transatlantic    | SMTPe                                | All of the above 1. Full moon rising 2. October winds 3. Camouflaged in blue 4. Half alive 5. Undying love 6. Full moon rising (reprise) | 30:59   |
| 2000 | Spock's Beard    | V                                    | The great nothing 1. From nowhere 2. One note 3. Come up breathing 4. Submerged 5. Missed your calling 6. The great nothing | 27:03   |
| 2001 | Green Carnation  | Light of day, day of darkness        | Light of day, day of darkness | 60:06   |
| 2001 | Transatlantic    | Bridge Across Forever                | Duel with the devil 1. Motherless children 2. Walk away 3. Silence of the night 4. You're not alone 5. Almost home | 26:43   |
| 2001 | Transatlantic    | Bridge Across Forever                | Stranger in your soul 1. Sleeping wide awake 2. Hanging in the balance 3. Lost and found pt. 2 4. Awakening the stranger 5. Slide 6. Stranger in your soul | 26:23   |
| 2001 | Magenta          | Revolutions                          | Man the machine 1. Man and machine 2. War 3. Rememberance 4. The watchers 5. Lightspeed 6. First contact | 24:41   |
| 2001 | Magenta          | Revolutions                          | Genetesis 1. The new age 2. Renewed purpose 3. A new life 4. The search for faith 5. The creed | 22:07   |
| 2001 | Magenta          | Revolutions                          | The white witch 1. Overture 2. The white witch 3. The plague 4. Reflection 5. The spell | 20:57   |
| 2001 | Magenta          | Revolutions                          | Children of the sun 1. Spirit of the land 2. The journey 3. The battle 4. Thanksgiving | 19:18   |
| 2001 | Pendragon        | Not of this world                    | Not of this world 1. Not of this world 2. Give it to me 3. Green eyed angel | 16:26   |
| 2002 | Echolyn          | Mei                                  | Mei | 49:33   |
| 2002 | Dream Theater    | Six Degrees of Inner Turbulence      | Six Degrees of Inner Turbulence 1. Overture 2. About to Crash 3. War Inside My Head 4. The Test That Stumped Them All 5. Goodnight Kiss 6. Solitary Shell 7. About to Crash (Reprise) 8. Losing Time / Grand Finale | 42:02   |
| 2002 | The Flower Kings | Unfold The Future                    | The truth will set you free | 31:03   |
| 2002 | The Flower Kings | Unfold The Future                    | Devil's playground | 24:45   |
| 2002 | Symphony X       | The Odyssey                          | The Odyssey 1. Odysseus Theme / Overture 2. Journey To Ithaca 3. The Eye 4. Circe (Daughter Of The Sun) 5. Sirens 6. Scylla And Charybdis 7. The Fate Of The Suitors / Champion Of Ithaca | 24:09   |
| 2003 | Galleon          | From Land to Ocean                   | The Ocean 1. Beginning 2. And on... 3. Tsunami 4. International 5. Killer green 6. Bermuda 7. Atlantis 8. Polar white - Part I 9. The abyss 10. Polar white - Part II 11. Blood waters 12. Into the deep 13. Blue richness 14. Black sea 15. Tidal wave 16. Undertow 17. Swirl 18. On the north shore - Part IV 19. Paradise or what? | 52:05   |
| 2004 | IQ               | Dark Matter                          | Harvest of souls | 24:29   |
| 2004 | The Flower Kings | Adam & Eve                           | Love Supreme | 19:45   |
| 2004 | The Flower Kings | Adam & Eve                           | Driver's Seat | 18:23   |
| 2004 | Neal Morse       | One                                  | The creation 1. One mind 2. In a perfect light 3. Where are you? 4. Reaching from the heart | 18:23   |
| 2004 | Neal Morse       | One                                  | The separated man 1. I'm in a cage 2. I am the man 3. The man's gone (reprise) | 17:59   |
| 2005 | Kaipa            | Mindrevolutions                      | Mindrevolutions | 25:47   |
| 2005 | Hammerfall       | Chapter V: Unbent, Unbowed, Unbroken | Knights Of The 21st Century | 12:19   |
| 2005 | Circus Maximus   | The 1st Chapter                      | The 1st Chapter 1. The 1st Chapter | 19:54   |
| 2005 | Dream Theater    | Octavarium                           | Octavarium 1. Someone Like Him 2. Medicate 3. Full Circle 4. Intervals 5. Razor's Edge | 24:00   |
| 2005 | The Mars Volta   | Frances The Mute                     | Cygnus....Vismund Cygnus 1. Sarcophagi 2. Umbilical Syllables 3. Facilis Descenus Averni 4. Con Safo | 13:02   |
| 2005 | The Mars Volta   | Frances The Mute                     | L'Via L'Viaquez | 12:21   |
| 2005 | The Mars Volta   | Frances The Mute                     | Miranda That Ghost Just Isn't Holy Anymore 1. Vade Mecum 2. Pour Another Icepick 3. Pisacis (Phra-Men-Ma) 4. Con Safo | 13:09   |
| 2005 | The Mars Volta   | Frances The Mute                     | Cassandra Gemini 1. Tarantism 2. Plant a Nail in the Navel Stream 3. Faminepulse 4. Multiple Spouse Wounds 5. Sarcophagi | 32:32   |
| 2005 | The Mars Volta   | Scab Dates                           | Take the Veil Cerpin Taxt (Gust of Mutts - And Ghosted Pouts) | 13:23   |
| 2005 | The Mars Volta   | Scab Dates                           | Cicatriz (Part I - Part II - Part III - Part IV) | 42:58   |
| 2006 | The Flower Kings | Paradox Hotel                        | Monsters and men | 21:21   |
| 2006 | The Mars Volta   | Amputechture                         | Tetragrammaton | 16:41   |
| 2006 | The Mars Volta   | Amputechture                         | Meccamputechture | 11:03   |
| 2006 | The Mars Volta   | Amputechture                         | Day of the Baphomets | 11:57   |
| 2007 | Neal Morse       | Sola Scriptura                       | The Door 1. Introduction 2. In The Name Of God 3. All I Ask For 4. Mercy for Sale 5. Keep Silent 6. Upon the Door | 29:15   |
| 2007 | Neal Morse       | Sola Scriptura                       | The Conflict 1. Do You Know My Name? 2. Party to the Lie 3. Underground 4. Two Down, One to Go 5. The Vineyard 6. Already Home | 25:00   |
| 2007 | Neal Morse       | Sola Scriptura                       | The Conclusion 1. Randy's Jam 2. Long Night's Journey 3. Re-Introduction 4. Come Out of Her 5. Clothed With the Sun 6. In Closing... | 16:34   |
| 2007 | Dream Theater    | Systematic Chaos                     | In The Presence of Enemies 1. Prelude 2. Resurrection 3. Heretic 4. The Slaughter of The Damned 5. The Reckoning 6. Salvation | 25:38   |
| 2007 | The Flower Kings | The sum of no evil                   | Love is the only answer | 24:28   |
| 2008 | Moon Safari      | Blomljud                             | Other Half of Sky | 31:44   |
| 2008 | Týr              | Land                                 | Land | 16:17   |
| 2009 | Dream Theater    | Black Clouds and Silver Linings      | A Nightmare to Remember | 16:10   |
| 2009 | Dream Theater    | Black Clouds and Silver Linings      | The County of Tuscany | 19:16   |
| 2009 | Transatlantic    | The Whirlwind                        | The Whirlwind 1. Overture / Whirlwind 2. The Wind Blew Them All Away 3. On the Prowl 4. A Man Can Feel 5. Out of the Night 6. Rose Colored Glasses 7. Evermore 8. Set Us Free 9. Lay Down Your Life 10. Pieces of Heaven 11. Is it Really Happening?" 12. Dancing with Eternal Glory / Whirlwind (Reprise)                            | 77:54   |
| 2009 | Porcupine Tree   | The Incident                         | The Incident 1. Occam's Razor 2. The Blind House 3. Kneel and Disconnect" 4. Drawing the Line 5. The Incident 6. Your Unpleasant Family 7. The Yellow Windows of the Evening Train 8. Time Flies 9. Degree Zero of Liberty 10. Octane Twisted 11. The Séance 12. Circle of Manias 13. I Drive the Hearse                              | 55:15   |

### Década de 2010
| Ano  | Artista       | Álbum               | Música                | Duração |
| ---- | ------------- | ------------------- | --------------------- | ------- |
| 2010 | Triptykon     | Eparistera Daimones | "The Prolonging"      | 19:22   |
| 2013 | Dream Theater | Dream Theater       | "Illumination Theory" | 22:18   |
| 2014 | Haken         | Restoration         | "Crystallised"        | 19:23   |
| 2016 | Haken         | Affinity            | The Architect         | 15:40   |